# Paola Frassinetti (religiosa)
Paola Frassinetti (Genova, 3 marzo 1809 – Roma, 11 giugno 1882) fu una religiosa italiana, fondatrice della congregazione delle Suore di Santa Dorotea; nel 1984 è stata proclamata santa da papa Giovanni Paolo II.

## Biografia
Terzogenita di Giovanni Frassinetti e Angela Viale, rimase precocemente orfana di madre e iniziò a dedicarsi ancora bambina alla cura della famiglia. Ricevette la sua educazione in casa, dal fratello maggiore Giuseppe, poi sacerdote nella parrocchia di San Pietro di Quinto, che poi seguirà nelle parrocchie dove egli verrà inviato a svolgere il suo servizio pastorale.
Presto iniziò a progettare di fondare un istituto religioso e, il 12 agosto 1834, nel santuario di San Martino in Albaro, pronunciò i voti insieme a sette compagne: la Congregazione delle suore di Santa Dorotea, dedita all'educazione della gioventù, si diffuse rapidamente anche all'estero (fondò case anche in Portogallo e in Brasile).
Nel 1841 si trasferì a Roma, dove nel 1844 papa Gregorio XVI le affidò la direzione del Conservatorio di Santa Maria del Rifugio, presso la chiesa di Sant'Onofrio al Gianicolo, meglio noto come Conservatorio Torlonia.

## Il culto
Beatificata da papa Pio XI l'8 giugno 1930, è stata canonizzata da Giovanni Paolo II l'11 marzo 1984: è pertanto venerata come santa dalla Chiesa cattolica, che ne celebra la memoria l'11 giugno.
Il suo corpo incorrotto è visibile sotto l'altare della Cappella delle Dorotee di Roma, in Salita Sant'Onofrio 38.

### Il miracolo per la canonizzazione
Ai fini della canonizzazione la Chiesa cattolica ha considerato miracolosa la guarigione di Maria Maccarone, avvenuta a San Calogero il 7 agosto 1981. La donna, immobilizzata a letto da una grave forma di poliartrite reumatoide da cui era affetta da quattordici anni, aveva cominciato a pregare insieme alle locali suore Dorotee per ottenere l'intercessione della beata Paola Frassinetti. Nel giorno del suo cinquantesimo compleanno si alzò dal letto improvvisamente tra lo stupore dei presenti, riprendendo a camminare guarita.